# Domas (Menganti)
Domas is een bestuurslaag in het regentschap Gresik van de provincie Oost-Java, Indonesië. Domas telt 5148 inwoners (volkstelling 2010).